# 姜佐宁
姜佐宁（1927年9月—2018年12月21日），男，天津人，中国精神病学专家，曾任北京安定医院副院长、主任医师，药典委员会委员。